# Enerca
Enerca, Energie Centrafricaine est l’entreprise publique de production, transport et distribution de l’électricité de la République centrafricaine. Elle est créée en 1963.

## Production
Enerca gère les deux plus importantes centrales de production d’électricité hydraulique du pays que sont Boali 1 et 2. Elles alimentent la ville de Bangui et totalisent 18,65 MW de puissance installée. Douze villes de province sont électrifiées grâce à des centrales thermiques dont le fonctionnement dépend de l’approvisionnement en carburant.

## Statut
Les politiques d’ajustements structurels promues par la Banque mondiale ont placé le secteur de l’éléctricité dans un objectif de libéralisation depuis 1998. L’Enerca n’a plus le monopole de production et distribution de l’éléctricité en Centrafrique depuis décembre 2004.